# 大分大学経済学部アカデミックハラスメント自殺事件
大分大学経済学部アカデミックハラスメント自殺事件（おおいただいがくけいざいがくぶアカデミックハラスメントじさつじけん）は、日本の大学で起きた事件。

## 概要

### 事件の発生
2014年夏ごろから2015年2月まで大分大学経済学部では、講師だった人物が所属学生を取りまとめる役であった学生に、研究室で企画案を批判したり、無料通信アプリのメッセージで叱ったりするという事が繰り返されていた。このような扱いを受けていた学生は、2015年2月に自殺をした。このことを大分大学は2015年6月10日に明らかにして、これによると講師であった人物が、担当するゼミに所属していた学生に過度に叱るなどのアカデミックハラスメントを繰り返していたということであった。この事件について大分大学が行った内部調査では、講師だった人物は学生に人格否定とも取れるような発言をしたり、突然研究室に呼び出して叱ったりしていたという事があり、これらを大学としてはこれはアカデミックハラスメントに当たると認定していた。だが自殺した学生の父親からは、大学が行った内部調査では、アカデミックハラスメントと自殺の因果関係が明らかにされていないという申し立てを受けたため、大分大学は弁護士などの第三者からなる調査委員会を設置することにした。指導を行っていた講師であった人物は、これらはアカデミックハラスメントには該当しないと思って行っていた。

### 第三者委員会の調査
2016年12月27日に大分大学はこの事件の第三者委員会による調査結果を発表して、これによると自殺の原因はアカデミックハラスメントであったということであった。第三者委員会は、自殺した学生の遺書などから、講師だった人物によるアカデミックハラスメントが原因となり自殺していたということを報告書にまとめた。報告書によると、自殺した学生も含む複数の学生からこの講師は指導が厳しく学生との関係がうまく行っていないとゼミの准教授に伝えられていたものの、大学として十分な対応を取っていなかった。第三者委員会の委員長であった弁護士は、本人からの申し出があったために大学が学生を助ける機会があったものの無駄にしていた印象があるとして、大学としてのハラスメントに迅速に対応するシステムを作る必要があるとした。これを受けて大分大学の学長は、学生が自殺したことを痛恨の極みとして、報告された事柄を強く受け止めて、二度と同様の辞退を招くことがないように再発防止に万全を期すこととした。